# 25 شعبان
- السبت
- الأحد
- الاثنين
- الثلاثاء
- الأربعاء
- الخميس
- الجمعة

- 2525 يناير 2025
- 2626 يناير 2025
- 2727 يناير 2025
- 2828 يناير 2025
- 2929 يناير 2025
- 3030 يناير 2025
- 131 يناير 2025
- 21 فبراير 2025
- 32 فبراير 2025
- 43 فبراير 2025
- 54 فبراير 2025
- 65 فبراير 2025
- 76 فبراير 2025
- 87 فبراير 2025
- 98 فبراير 2025
- 109 فبراير 2025
- 1110 فبراير 2025
- 1211 فبراير 2025
- 1312 فبراير 2025
- 1413 فبراير 2025
- 1514 فبراير 2025
- 1615 فبراير 2025
- 1716 فبراير 2025
- 1817 فبراير 2025
- 1918 فبراير 2025
- 2019 فبراير 2025
- 2120 فبراير 2025
- 2221 فبراير 2025
- 2322 فبراير 2025
- 2423 فبراير 2025
- 2524 فبراير 2025
- 2625 فبراير 2025
- 2726 فبراير 2025
- 2827 فبراير 2025
- 2928 فبراير 2025

25 شعبان أو 25 شعبان المُعَظّم أو يوم 25 \ 8 (اليوم الخامس والعشرون من الشهر الثامن) هو اليوم الثاني والثلاثون بعد المائتين (232) من أيَّام السنة (أو الثالث والثلاثون بعد المائتين لو كان شهر جمادى الآخرة مُتممًا لليوم الثلاثين أو الرابع والثلاثون بعد المائتين لو أتم كلاً من صفر وربيع الآخر وجمادى الآخرة ثلاثين يوماً) وفق التقويم الهجري القمري (العربي). يبقى بعده 122 أو 123 يومًا لانتهاء السنة.

## أحداث
- 942هـ - الصدر الأعظم العثماني داماد إبراهيم باشا يوقع معاهدة امتيازات مع فرنسا، حصلت فرنسا بموجبها على امتيازات عسكرية واقتصادية لتنميتها والحيلولة دون وقوعها تحت نفوذ ملك إسبانيا وألمانيا شارل الخامس، وهو ما مهد السبيل لكي يرسو الأسطول العثماني في ميناء طولون الفرنسي في البحر المتوسط.
- 993هـ - العثمانيون يفتحون مدينة تبريز الإيرانية التي كانت عاصمة الدولة الصفوية، وأسس العثمانيون إيالة تبريز التي استمرت حوالي 18 عامًا.
- 1299هـ - الأسطول الإنجليزي يقصف الإسكندرية ويدمر قلاعها، وواصل الأسطول القصف في اليوم التالي فاضطرت المدينة إلى التسليم ورفع الأعلام البيضاء، واضطر أحمد عرابي إلى الانسحاب بقواته إلى كفر الدوار وإعادة تنظيم جيشه.
- 1331هـ - المملكة المتحدة والدولة العثمانية توقعان اتفاقًا بشأن تعيين الحدود بين الدولة العثمانية من جهة والكويت وقطر والبحرين من جهة أخرى.
- 1360هـ - شاه إيران رضا بهلوي يتنازل عن العرش لابنه محمد رضا بهلوي.
- 1393هـ - قيام الملك فيصل بن عبدالعزيز آل سعود بافتتاح مدينة الملك عبد العزيز العسكرية في تبوك.
- 1396هـ - الزعيم الدرزي كمال جنبلاط يحذر من قيام وطن قومي ماروني في لبنان يكون أخطر من إسرائيل.
- 1401هـ - اغتيال العالم الشيعي وأحد مؤسسي الحزب الجمهوري الإسلامي في إيران محمد بهشتي على إثر تفجير وقع في المقر الرئيسي للحزب في طهران راح ضحيته 73 مسؤول. ويُعتقَد أن حركة مجاهدي خلق الإيرانية هي المسؤولة عن التفجير.
- 1406هـ - الزعيم السوداني «الصادق المهدي» يشكل حكومة سودانية جديدة، أطاح بها انقلاب عسكري بقيادة «عمر البشير» بعد حوالي ثلاث سنوات. والصادق المهدي هو زعيم حزب الأمة السوداني، وإمام الأنصار في السودان.
- 1409هـ - تنصيب ياسر عرفات رئيسًا لدولة فلسطين.
- 1434هـ - انقلاب عسكري في مصر بقيادة وزير الدفاع عبد الفتاح السيسي أطاح فيه بالرئيس محمد مرسي أول رئيس منتخب بعد الثورة على نظام حسني مبارك، مؤيدا من شيخ الأزهر «المعين» وبابا الكنيسة وبعض أحزاب المعارضة، وقام بتعيين رئيس المحكمة الدستورية عدلي منصور رئيسا مؤقتا للبلاد.
- 1436هـ - بداية النسخة الأولى من الألعاب الأوروبية في باكو في أذربيجان.
- 1438هـ - اختتام أعمال قمة الرياض بين الرئيس الأمريكي ورؤساء الدول العربية والإسلامية.

## مواليد
- 398هـ - الخواجة عبد الله الأنصاري، شاعر ومتصوف فارسي، عُرف بشيخ هراة.
- 625هـ - ابن دقيق العيد، فقيه شافعي.
- 736هـ - تيمورلنك، قائد عسكري تركي مغولي.
- 1324هـ - حسن البنا، مؤسس جماعة الإخوان المسلمين.
- 1354هـ - فيروز، مطربة لبنانية.
- 1359هـ - مشعل الأحمد الجابر الصباح، أمير دولة الكويت السابع عشر.
- 1375هـ - عبد الرحمن الرقراق، ممثل سعودي.
- 1386هـ - ريم بنا، مغنية وملحنة فلسطينية.
- 1387هـ - شيرين سيف النصر، ممثلة مصرية.
- 1395هـ - لونا الشبل، إعلامية سورية.
- 1396هـ - إيمان نجم، إعلامية كويتية.
- 1400هـ - سعود كريري، لاعب كرة قدم سعودي.
- 1407هـ - مي عبد الله، ممثلة مصرية تعمل في الكويت.

## وفيات
- 105هـ - يزيد بن عبد الملك، تاسع الخلفاء الأمويين.
- 1143هـ - عبد الغني النابلسي، شاعر ورحالة ومتصوف دمشقي.
- 1343هـ - محمد منيب الجعفري، فقيه وقاضي فلسطيني عثماني.
- 1354هـ - إبراهيم هنانو، زعيم وطني سوري وقائد الجهاد الثوري ضد الفرنسيين.
- 1401هـ - محمد بهشتي، عالم الشيعي وأحد مؤسسي الحزب الجمهوري الإسلامي في إيران.
- 1403هـ - محمود المليجي، ممثل مصري.
- 1405هـ - نعوم شبيب، مهندس مصري من أصل لبناني.
- 1420هـ - محمد السريع، ممثل كويتي.
- 1433هـ - محمد البساطي، أديب مصري.

## وصلات خارجية
- موقع قصة الإسلام: حدث في شهر شعبان.